# Susville
Susville är en kommun i departementet Isère i regionen Auvergne-Rhône-Alpes i sydöstra Frankrike. Kommunen ligger i kantonen La Mure som tillhör arrondissementet Grenoble. År 2022 hade Susville 1 148 invånare.

## Befolkningsutveckling
Antalet invånare i kommunen Susville
Referens:INSEE